# RaceTrac Petroleum
RaceTrac Petroleum ist ein US-amerikanisches Unternehmen mit Firmensitz in Atlanta.
Das Unternehmen ist als Tankstellenbetreiber tätig und betreibt heute 800 Tankstellen. Den Tankstellen sind jeweils Verkaufsgeschäfte angeschlossen. Rund 10.200 Mitarbeiter sind im Unternehmen beschäftigt.
Gegründet wurde das Unternehmen 1934 von Carl Bolch, Sr. Geleitet wird das Unternehmen von Carl Bolch, Jr.
Am 5. Juli 2023 wurde bekanntgegeben, dass man die ikonische Marke Gulf Oil erworben hat.